# Peluda de front negre
La peluda de front negre (Arnoglossus nigrifrons) és un peix teleosti de la família dels bòtids i de l'ordre dels pleuronectiformes.

## Distribució geogràfica
Es troba a les costes centrals del Pacífic Occidental.